# Günter Will
Günter Will (* 8. Januar 1916 in Hamburg; † 16. Februar 1999 ebenda) war ein deutscher Historiker und Offizier, zuletzt Oberst der Bundeswehr. Er war enger Mitarbeiter Wolf Graf von Baudissins und maßgeblich an der Konzeption der Inneren Führung in den 1950er Jahren beteiligt. Von 1966 bis 1973 war er Gründungskommandeur der Stabsakademie der Bundeswehr in Hamburg.

## Leben
Will entstammte einer Mecklenburger Familie, die in Hamburg heimisch war; sein Vater ließ sich 1913 einbürgern. Er war Mitglied des Deutschen Turner-Bundes und des Pfadfinderbundes. Will leistete nach dem Abitur 1935 Reichsarbeitsdienst und dann Wehrdienst in der Wehrmacht im westpreußischen Marienburg. 1938 wurde er zum Leutnant befördert und Berufssoldat. Während des Zweiten Weltkrieges wurde er in Polen (1939), Frankreich (1940) und der Sowjetunion verwendet, später war er Taktiklehrer an der Infanterieschule Döberitz. Am Tag des Attentats vom 20. Juli 1944 war er „unfreiwillig“ bei der „Absicherung der Radio-Sendeanlagen von Berlin für den Erfolg des Staatsstreichs“ eingesetzt. Zuletzt war er im Dienstgrad eines Hauptmanns Bataillonskommandeur bei der Infanterie. Will geriet in einem Prager Lazarett zunächst in tschechische Kriegsgefangenschaft, die er dann bis 1946 bei den Briten in Hamburg absaß.
Ab 1947 studierte er Geschichte, Literaturgeschichte und Germanistik auf Staatsexamen an der Universität Hamburg. 1952 wurde er beim Sozial- und Landeshistoriker Hermann Aubin an der Philosophischen Fakultät mit der Dissertation Das Ende der Dithmarscher Freiheit. Eine politisch-militärische Studie zur Mitte des 16. Jahrhunderts zum Dr. phil. promoviert.
Als Student hörte Will in den 1950er Jahren einen Vortrag von Major i. G. a. D. Wolf Graf von Baudissin an der Universität Hamburg, indessen Folge ein Kontakt mit Baudissin entstand. Ab 1953 arbeitete Will unter Graf von Baudissin im Referat „Inneres Gefüge“ im Amt Blank in Bonn. 1954 wurde er Leiter des Referats „Information“, was heute Politischer Bildung entspricht. Er trat dann als Major in die Bundeswehr ein; ab 1955 war er unter Graf von Baudissin in der Unterabteilung IV B (Innere Führung) der Abteilung Streitkräfte des Bundesministeriums für Verteidigung tätig; sein Nachfolger wurde Fregattenkapitän Walter Flachsenberg. Er hatte entscheidenden Anteil an der „akademischen Gestaltung des Lehrbetriebes“ an der Schule der Bundeswehr für Innere Führung und der späteren Stabsakademie, außerdem sind mit seiner Amtszeit die „publizistischen Anfänge der Unterabteilung“ verbunden. So war es anfangs vor allem Will, der mit der Betreuung des mehrbändigen Handbuchs politisch-historischer Bildung Schicksalsfragen der Gegenwart (1957 ff.) betraut war. Außerdem steuerte er entscheidend zum 1957 veröffentlichten Handbuch Innere Führung bei. Er war es auch, der die Zeitschrift Information für die Truppe auf den Weg brachte, für die er sich von 1953 bis 1958 verantwortlich zeigte. Nach Claus Freiherr von Rosen liegt sein Verdienst vor allem „bei der Entwicklung der pädagogischen Ausprägung der Konzeption der Inneren Führung“.
Kurzzeitig am Militärgeschichtlichen Forschungsamt tätig, wurde er 1958 – mittlerweile zum Oberstleutnant befördert – Dozent für Militär- und Kriegsgeschichte an der Heeresoffizierschule II in Husum bzw. Hamburg. Von 1960 bis 1963 war er Kommandeur des Panzergrenadierbataillons 172 in Hamburg. Es folgte eine Verwendung als Dozent an der Schule der Bundeswehr für Innere Führung in Koblenz. Von 1966 bis 1973 war er einziger Kommandeur der Stabsakademie der Bundeswehr in Hamburg, die er ab 1965 aufbaute. 1970/71 war er überdies Mitglied der durch Thomas Ellwein geleiteten Bildungskommission beim Bundesminister der Verteidigung Helmut Schmidt zur Reform des Ausbildungswesens der Bundeswehr. Im Jahre 1974 trat er als Oberst in den Ruhestand. Er veröffentlichte in Militärfachzeitschriften wie Information für die Truppe, Wehrwissenschaftliche Rundschau und Europäische Wehrkunde.
Bei der Bundestagswahl 1969 kandidierte er auf Listenplatz 9 der Landesliste der CDU Hamburg für den Deutschen Bundestag.

## Schriften (Auswahl)
- Das Geschehen in der letzten Fehde. Ein Beitrag zum Problem von Kriegsführung und Politik an der Wende zur Neuzeit. In: Dithmarschen. Zeitschrift für Landeskunde und Heimatpflege N.F. 1959, Nr. 2, S. 27–35.
- Die Ursula-Nacht in Lüneburg am 21. Oktober 1371. In: Lüneburger Blätter. 1970/71, Heft 21/22, S. 7–20.
- Vorwort. In: Peter Balke: Politische Erziehung in der Bundeswehr. Anmassung oder Chance (= Wehrwissenschaftliche Forschungen / Abteilung Militär, Staat und Gesellschaft. Band 1). Boldt, Boppard 1970, ISBN 3-7646-1549-4, S. 7 f.
- Mit Wolf Graf von Baudissin: Innere Führung / Inneres Gefüge. In: Wilhelm Bierfelder (Hrsg.): Handwörterbuch des öffentlichen Dienstes. Das Personalwesen. E. Schmidt, Berlin 1976, ISBN 3-503-01424-1, Sp. 818–827.
- Freiheit und Verantwortung. Die Grundsätze der Konzeption innere Führung. Ein politisch-militärischer Essay (= Reihe documenta militaria). Hrsg. von Elisabeth Will, Thesis-Verlag, Egg 2002, ISBN 3-908544-99-8.